# Spencer Wilding

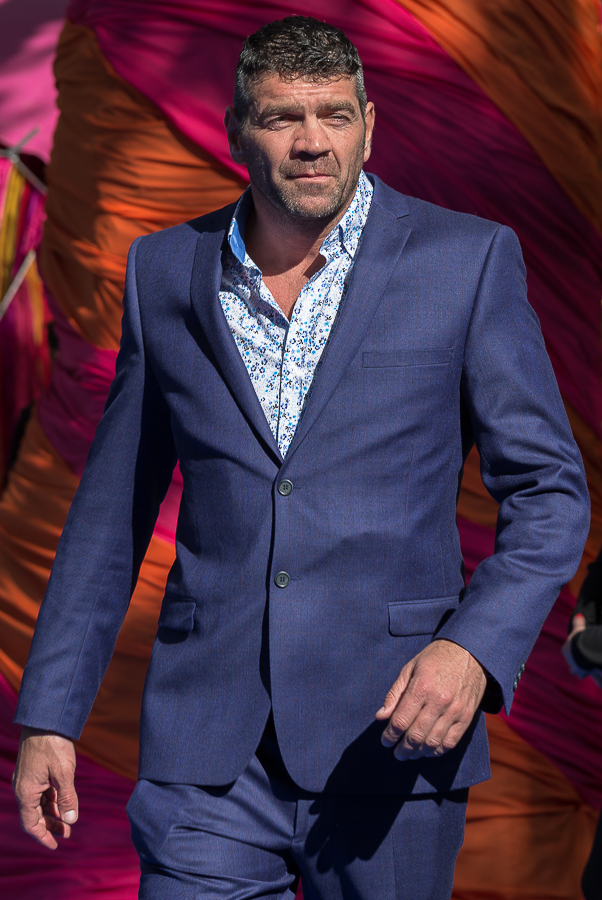
Spencer Wilding auf der Premiere von Pan (2015)

Spencer Lee Wilding (* 26. Juli 1972 in St. Asaph, Denbighshire) ist ein walisischer Schauspieler und Stuntman.

## Leben und Karriere
Der 1,99 m große Spencer Wilding wuchs mit einer Schwester und einem Bruder in der Stadt Rhyl auf. Er hegte lange den Traum als Schauspieler zu arbeiten, entschied sich allerdings zunächst für eine Karriere als Kickboxer. In dieser Sportart war er einst Britischer Meister. Erst mit Ende 20 nahm er erstmals an einem Casting teil, damals ohne Erfolg. Aufgrund einer Dyslexie lernte er flüssig zu lesen erst im Alter von 32 Jahren. Aufgrund dessen entschied er sich, sich auf ein anderes Rollenprofil zu fokussieren.  So war dann eine seiner ersten Arbeiten am Film die Verkörperung eines Werwolfs im Film Harry Potter und der Gefangene von Askaban aus dem Jahr 2004 dar. 2005 spielte er selbst seine erste Rolle im Film Per Anhalter durch die Galaxis. Aufgrund seiner Statur übernimmt er neben Stuntarbeiten vor allem die Verkörperung von kriegerischen und imposanten Rollen. So wirkte er in Filmen wie Batman Begins, Der Goldene Kompass, Harry Potter und die Heiligtümer des Todes – Teil 2, Zorn der Titanen, Guardians of the Galaxy und Jupiter Ascending mit. 2016 übernahm er in Rogue One: A Star Wars Story die Rolle des Darth Vader.
Daneben spielte er auch in Serien, wie Game of Thrones, Doctor Who und Atlantis mit. Als Stuntperformer wurde er für Filme wie Kampf der Titanen oder Green Lantern verpflichtet.

## Filmografie (Auswahl)
- 2005: Per Anhalter durch die Galaxis (The Hitchhiker's Guide to the Galaxy)
- 2005: Batman Begins
- 2005: Beowulf & Grendel
- 2006: Eragon – Das Vermächtnis der Drachenreiter (Eragon)
- 2007: Der Sternwanderer (Stardust)
- 2007: Der Goldene Kompass (The Golden Compass)
- 2011: Game of Thrones (Fernsehserie, Episode 1x01)
- 2011: Harry Potter und die Heiligtümer des Todes – Teil 2 (Harry Potter and the Deathly Hallows – Part 2)
- 2011: Ghost Rider: Spirit of Vengeance
- 2011–2013, 2020: Doctor Who (Fernsehserie, 4 Episoden)
- 2012: Zorn der Titanen (Wrath of the Titans)
- 2013: Hooligans 3
- 2013: Trance – Gefährliche Erinnerung (Trance)
- 2013: Atlantis (Fernsehserie, Episode 1x10)
- 2014: The Legend of Hercules
- 2014: Guardians of the Galaxy
- 2015: Jupiter Ascending
- 2015: The Royals (Fernsehserie, Episode 1x09)
- 2015: Pan
- 2015: Victor Frankenstein – Genie und Wahnsinn (Victor Frankenstein)
- 2016: Rogue One: A Star Wars Story
- 2019: Men in Black: International
- 2019: Fast & Furious: Hobbs & Shaw (Fast & Furious Presents: Hobbs & Shaw)
- 2022: The Devil Conspiracy
- 2023: Dungeons & Dragons: Ehre unter Dieben (Dungeons & Dragons: Honor Among Thieves)